# 雑訴決断所
雑訴決断所（ざっそけつだんじょ）とは、日本の南北朝時代、いわゆる建武の新政期に朝廷に設置された訴訟機関（令外官）。公家・武家出身者が混在した組織で、主に土地（所領）の相論を扱い、後には後醍醐天皇の綸旨の施行にもあたったが、建武政権の崩壊に伴い、短期間で消滅した。
※以下、日付はすべて宣明暦によるものである。

## 雑訴とは
雑訴ないし雑訴沙汰とは、中世における土地に関する訴訟制度の称である。朝廷の公的行事・儀式を「公事」と称したのに対し、所領に関する争い・訴訟を雑訴と称した。最も早い用例としては『平戸記』仁治3年（1242年）4月29日条に「雑訴」の語が見られる。

### 土地訴訟の激増
中世社会へ移行する平安時代末から鎌倉時代を通じて、公家の社会の構成単位は、「氏」から「家」への変化が生じつつあった。鎌倉時代前期までは、公家の子弟が分家することによって新たな「家」が生み出されることが行われてきたが、後期に入ると経済的理由などから分割が困難となり、新規「家」への分流も減少、むしろ既存の家領（荘園）の継承を巡って、嫡子と庶子の争いなど各種の訴訟が生じるようになった。
この現象は武士においても概ね共通し、それまで所領を一族へ分割相続していた形態から、惣領から嫡子のみに受け継がれる単独相続への移行が鎌倉後期、14世紀に入ってから本格化した。一般的には西国は伝統的な分割相続が遅くまで残存し、東国では比較的早くから単独相続に移行しつつあったとされ、鎌倉末期から南北朝期はまさに両者が交錯する混乱状態にあったため、所領をめぐる相論は日常化していた。さらに13世紀後半における2度にわたる元寇や、その後の警固役・軍備のための支出による御家人らの窮乏化や社会不安の増大などから、武士や悪党による公家・寺社領荘園の濫妨・押領が相次ぎ、所領を巡るトラブルは全国的に増加していた。

### 朝廷政治の刷新と雑訴
雑訴は、公事とくらべ従来は軽視されてきたが、13世紀半ば以降いわゆる「徳政」の一環として重視されるようになる。弘安9年（1286年）12月には亀山上皇の院政において、院文殿に持ち込まれた訴訟処理の迅速化を企図し、院評定を徳政沙汰と雑訴沙汰の二つに分け、雑訴沙汰には月6回中納言・参議クラスの公卿に評議させることとした。ここに雑訴沙汰は初めて一連の訴訟手続きとして独立することとなった。
また、後嵯峨天皇代に復活した記録所（記録荘園券契所）も訴訟沙汰を扱う機関であり、天皇の記録所と上皇の院文殿（院評定）が並んで公家の訴訟を処理する体制となっていた。父の後深草院の院政を停止して親政を開始した伏見天皇は、正応6年（1293年）6月には記録所機構を大幅に改編し、「庭中」が置かれて参議・弁官・寄人が配され、公事とともに雑訴沙汰も取り扱うようになった。なお同年7月に天皇が伊勢神宮に奉納した宸筆宣命案の中に「雑訴決断」の言葉が初めて出現している。
以上のごとく、院政が行われた時期には院文殿における院評定、親政が行われた時期には記録所が、雑訴の処理を行った。

### 鎌倉幕府における引付
いっぽう武家においては、鎌倉幕府ははじめ評定衆がすべての行政事務を管轄していたが、これも裁判の迅速化のため、13世紀半ばに執権北条時頼が設置した引付衆が訴訟処理の主体となっていく。引付は評定衆の下におかれ、一番から三番まで（後には五番まで増加）の部局に分けられ、各局の長官である引付頭人と、その下で合議する数人の引付衆、訴訟事務を行う奉行が置かれた。この機構は雑訴決断所の組織に大きな影響を与える。ただし、鎌倉時代末期には引付衆の多くを北条氏一門の若年者が占め、評定衆に至るまでの出世コースの腰掛けのような地位となり、訴訟審理機関としては形骸化した。このような状況においては、増大し続ける雑訴沙汰を処理することはできず、御家人・非御家人などの間に不満が高まった。
鎌倉幕府打倒に乗り出した後醍醐天皇に武士層からの賛同者も多かった一因には、これらの層が停滞した訴訟や理不尽な審理など、既存の秩序に不満を抱いていたこともある。そのような経緯を経て幕府を倒し新たに成立した後醍醐天皇の建武政権も、必然的にこれらの訴訟を迅速に解決する機関の設置が求められていた。

## 建武政権と雑訴決断所の設立
後醍醐天皇の主導により元弘3年（1333年）に鎌倉幕府が倒れ、建武政権が成立すると、それまで記録所・院文殿・幕府引付で扱われていた公武の訴訟沙汰は、すべて記録所に集中され、記録所が強大な権限を持つ機関となった。しかし、記録所にあまりに多くの事務が集中し、その処理能力を大幅に超えていたため、新たに雑訴沙汰を取り扱う専門機関の必要性が高まり、ここに雑訴決断所が新設され、記録所は寺社・権門に関わる大事の訴訟のみを扱うことになった。
軍記物語『太平記』によれば三番編成であったとされるが、『比志島文書』（薩摩国比志島家の史料群）に残された結番交名（けちばんきょうみょう）によれば四番制であったことが分かる。各番は裁判長にあたる頭人（とうにん）1名と合議官にあたる寄人（よりうど）数名の下に、弁官クラスの公家や法曹系公家、および武家出身者が5～7名ほどの奉行が配置され、全体で十数名から成っていた。それぞれの番が各地域を担当し、一番は畿内・東海道、二番が東山道・北陸道、三番が山陰道・山陽道、四番が西海道・南海道と、それぞれ2道ずつを管轄した。設置場所は『太平記』によれば「郁芳門の左右の脇」であった。

### 成立時期
雑訴決断所の成立時期ははっきりとした記録が残っておらず、推定に頼らざるを得ない。後述する雑訴決断所による牒の初見が元弘3年10月8日であるため、これまでに設立されたのは間違いない。阿部猛による『比志島文書』結番交名の研究とそれに対する笠原宏至による批判によって、設立の下限として9月10日が導かれた。森茂暁はさらに同文書の注記部分の分析を進め、9月10日に設立された可能性が高いとしている。

### 組織の拡大
翌建武元年（1334年）秋には雑訴決断所はさらに拡大し、八番制107名の大規模な組織となった（『続群書類従』雑部に所収の「雑訴決断所結番交名」より。構成員は後掲）。これはそれまで2道を受け持っていた各番を分割し、それぞれ1道を担当するようにしたためである。一番が畿内、二番が東海道、三番が東山道、四番が北陸道、五番が山陰道、六番が山陽道、七番が南海道、八番が西海道を担当した。
公家では中原氏・小槻氏・坂上氏など明法道や紀伝道・算道等に携わった朝廷の中流実務官僚から、武家では二階堂氏や飯尾（三善）氏などの鎌倉幕府奉行人や、太田・町野氏ら問注所執事であった家からの採用が多く、前時代の訴訟慣例や事務手続きを継続しようとしていたことが窺える。実際、南北朝期を扱った歴史書『梅松論』によれば、雑訴決断所は「決断所と号て、新に造らる、是は先代（鎌倉幕府）引付の沙汰のたつ所也」と評価されている。すなわち鎌倉幕府体制における引付衆と同様の存在として見なされていた。また中には楠木正成・名和長年のような元弘の変の勲功武士、六角時信・京極道誉のような守護クラスの在地武士、高師直・師泰のような足利家被官も含まれており、「才学優長ノ卿相・雲客・紀伝・明法・外記・官人」（『太平記』）を寄せ集めた公武折衷的な組織であった。また、のちに『建武式目』を起草することになる法学者、中原氏出身の是円坊道昭・真恵兄弟は、法体のまま出仕している。
このような組織の拡大やそれに伴う無原則な人材起用により、必ずしも訴訟事務が効率的になったとはいえず、かえって各出身母体の利害が衝突する可能性もあった。そのため、雑訴決断所は建武の新政を揶揄した二条河原の落書でも、「器用ノ堪否沙汰モナク、漏ルル人ナキ決断所」と皮肉られている。

### 雑訴決断所の構成員
|                         | 上流廷臣       | 中流廷臣                                  | 下流廷臣                     | 下流廷臣                                     | 武士                                    | 武士                               |
|                         | （大納言以上） | （中納言・参議）                          | 弁官級吏僚                   | 法曹吏僚                                     |                                         |                                    |
| ----------------------- | -------------- | ----------------------------------------- | ---------------------------- | -------------------------------------------- | --------------------------------------- | ---------------------------------- |
| 一番 （畿内・東海道）   | 不明           | 不明                                      | 中御門宣明 甘露寺藤長        | 小槻冬直 小槻清澄 中原師言 中原章方 坂上明清 | 富部信連 三宮道守                       |                                    |
| 二番 （東山道・北陸道） | 万里小路宣房   | 中御門冬定 洞院実世 葉室長光              | 藤原清藤                     | 清原頼元 中原章兼 中原師治                   | 斎藤基夏 小田時知 太田道大              | 長井宗衡 能登前司知藤 上野前司宣通 |
| 三番 （山陰道・山陽道） |                | 葉室長隆 万里小路藤房 中御門経宣 堀川光継 | 千種忠顕                     | 小槻匡遠 中原師右 中原師香 中原章有          | 長井挙冬 伊賀兼光 二階堂道要 太田定連   | 上杉道勲 楠木正成 藤原信重         |
| 四番 （西海道・南海道） |                | 正親町三条公明 平惟継 吉田資房 葉室光顕   | 中御門経季 岡崎範国 藤原貞有 | 中原師利 坂上明成 中原秀清 小槻言春          | 佐々木時信 飯尾頼連 小田貞知 二階堂道儀 | 結城親光 高師泰 安威資脩           |

|                | 上流廷臣          | 中流廷臣                     | 下流廷臣            | 下流廷臣                                     | 武士                                         | 武士                     |
|                | （大納言以上）    | （中納言・参議）             | 弁官級吏僚          | 法曹吏僚                                     |                                              |                          |
| -------------- | ----------------- | ---------------------------- | ------------------- | -------------------------------------------- | -------------------------------------------- | ------------------------ |
| 一番（畿内）   | 今出川兼季        | 万里小路藤房 源資国          | 中御門経季          | 清原頼元 中原章有 中原秀清 清原康基          | 宇都宮公綱 伊賀兼光 富部信連 楠木正成        | 飯尾覚民 三宮道守        |
| 二番（東海道） | 久我長通          | 洞院実世 坊門清忠            | 中御門宣明 冷泉定親 | 小槻冬直 中原師利 中原章世 中原道昭          | 小田時知 上杉道勲 町野信宗 藤原長家          | 布施道乗                 |
| 三番（東山道） | 洞院公賢 堀河具親 | 中御門冬定 三条実治          | 中御門宗兼          | 小槻匡遠 中原章興                            | 藤原宗成 長井高広 佐々木如覚                 | 高師直 斎藤基夏 諏訪円忠 |
| 四番（北陸道） | 吉田定房          | 三条実任 日野資明            | 甘露寺藤長 藤原清藤 | 小槻言春 中原師右 中原章方 中原重尚          | 二階堂道蘊 佐々木高貞 飯尾貞連 藤尾維則      | 飯河光瑜                 |
| 五番（山陰道） | 万里小路宣房      | 勧修寺経顕 平範高 葉室長光   | 藤原正経            | 中原師治 坂上明成 中原章兼 中原真恵          | 二階堂道要 二階堂成藤 名和長年 藤原信重      | 雑賀西阿                 |
| 六番（山陽道） | 葉室長隆          | 平惟継 平宗経                |                     | 菅原在登 中原章香 中原師香 中原章顕 安倍盛宣 | 太田道大 結城親光 津戸道元 長井貞重 門真寂意 |                          |
| 七番（南海道） |                   | 九条光経 中御門経宣 吉田資房 | 高倉光守            | 坂上明清 泰尚 藤原康綱                       | 佐々木時信 長井宗衡 行円                     | 後藤行重 三須倫篤 国年   |
| 八番（西海道） |                   | 三条公明 四条隆資 堀河光継   | 岡崎範国            | 中原職政 中原章緒 高橋俊春                   | 小田貞知 佐々木道誉 明石行連                 | 飯尾頼連 引田妙玄        |

### 決断所の職能
雑訴決断所の職務内容は、所領相論の採決や地頭・御家人らの所領安堵、のちには天皇の綸旨の承認も行うようになり、建武政権の枢要機関としての地位を占めるようになった。
決断所の所轄事項や訴訟手続きについては『建武記』に規定があり、これによって雑訴決断所の発展過程を知ることができる。雑訴決断所の判決は牒や下文の形式で出された（ただしほとんどは牒であり、下文はわずかである）。現存する最古のものは元弘3年10月8日付河内国司宛のもの（『島田文書』）であり、建武2年12月10日付（『松浦山代文書』）に至るまで約130通が現存する。これらの文書は
1. 所領相論の裁許（主として寺社権門領への濫妨の停止命令）
2. 地頭御家人層への所領安堵
3. 綸旨の施行
4. 訴訟進行上の手続き（召還命令や論所点置・事情聴取など）

に分類される。このうち雑訴決断所の基調となる機能は1と2であり、権限の拡大とともに3が加わった。建武政権成立前後から濫発された後醍醐天皇による綸旨は、公平性の上で問題があり、また相互に矛盾したり、無原則に与えられたにもかかわらず、所領安堵には必ず綸旨を必要とするとしたことや「綸言汗の如し」と称された無謬性により、各地で混乱を起こしていた。そこで施行に決断所の牒を必要とすることでこれらの綸旨を整理し権威の降下を防ごうとした。これによって鎌倉幕府滅亡直後の応急措置として濫発されたことによって低下した綸旨の権威を回復させ、実効性を伴うものとした。また、雑訴決断所の一員に足利尊氏側近で室町幕府の執事（後の管領にあたる）を務めた高師直がいることも注目される。室町幕府の執事施行状（後の管領施行状）の初出とされる文書は、後醍醐天皇の綸旨の施行を求めるという体裁をもって師直の名で発したものであり、室町幕府が将軍の命令と同時に発した管領の施行状が雑訴決断所の牒の継承を想定して成立した文書である可能性を示すからである。

## 決断所の崩壊とその後の雑訴
雑訴決断所は上記のごとく膨大な訴訟事務を扱っていたが、建武2年（1335年）8月に足利尊氏が中先代の乱の鎮圧を名目に鎌倉へ下り、建武政権から離反した後、尊氏を中心に内乱が激化したことに伴い、決断所の活動は急速に衰退。上記のごとく建武2年いっぱいをもって決断所発給の牒も見られなくなることから建武3年以降は機能も停止したと考えられる。延元元年（1336年）には、尊氏の還京と後醍醐天皇の吉野退去（いわゆる南北朝の分立）により建武政権自体が完全に消滅した。しかし決断所の職員の多くは、後に北朝の院政・親政や室町幕府の訴訟機関の構成員として引き続き法曹業務に携わったとみられる。建武政権における失敗の反省から、公家・武家の雑訴は分けられ、幕府・朝廷それぞれに訴訟機関が復活した。
室町幕府においては引付が復活し、鎌倉幕府と同様の機構をとったが、やはり足利氏一門が頭人を占有して形骸化し、引付衆は身分・格式を表す名目的な存在となっていく。代わってむしろ訴訟審理の主体となったのは政所であり、雑訴決断所に名を連ねた飯尾氏や斎藤氏は政所奉行人として幕府に仕えるようになった。
朝廷でもやはり前代と同様、院文殿や記録所が雑訴の審理機関として復活したことが、『園太暦』（洞院公賢）、『師守記』（中原師守）、『愚管記』（近衛道嗣）、『後愚昧記』（三条公忠）など北朝に仕えた公家の日記から窺える。光厳院政期（1336年 - 1352年）に復活した院文殿には、かつて雑訴決断所を構成した公家メンバーである平宗経・中御門宣明・甘露寺藤長らが名を連ね、やはり雑訴沙汰を扱っている。続く後光厳親政期（1352年 - 1371年）には伏見天皇の例にならって記録所庭中で雑訴が取り扱われるようになったが、その後譲位して後光厳院政期（1371年 - 1374年）になると再び院文殿で行われた。しかしこの頃から、群議を経た後に関白（二条師良や近衛道嗣）の諮問が重視されたり、公家の雑訴沙汰は関連文書を幕府に提示し、最終決断を幕府に委ねる傾向が見られはじめる。幕府側はむしろ院評定における雑訴審議を重んじようとしたが、観応の擾乱後の壊滅状態を経た北朝側は実力の低下を自覚し、幕府への依存体質を深めていったのである。この傾向は武家の棟梁でありながら公家政権における地位を高めることをも追求した3代将軍足利義満の時代にさらに加速し、後円融親政期（1374年 - 1382年）には記録所庭中も雑訴沙汰も全く形骸化し、ほぼ廃絶同然となっていったのである。
このように、雑訴沙汰は鎌倉時代の公武並立から、建武新政期の公武折衷型の雑訴決断所を経て、いったんは再び公武分立となったものの、南北朝時代を通じて次第に公家の雑訴審理機能が形骸化し、次第に幕府政所に蚕食される傾向を見出すことができる。すなわち、雑訴決断所は武家主導の室町幕府体制への移行過程の中で、武家側が公家の機能を吸収するきっかけとなったという意味で、重要な役割を果たした機関であったといえよう。